# TV 21
Die TV 21 GmbH ist eine Produktionsfirma, die unterschiedliche Sendungen im deutschen Fernsehen anbietet. Produziert werden Sendungen wie Sabine Christiansen (bis 2007), Studio Friedman, Global Players with Sabine Christiansen oder Späth am Abend. Das Unternehmen hat seinen Sitz in Berlin. Derzeit werden etwa 20 Mitarbeiter beschäftigt.
Seit 2002 ist Sabine Christiansen geschäftsführende Gesellschafterin der TV 21 GmbH. Zweiter Geschäftsführer ist Christoph Jumpelt.
Die wohl erfolgreichste Sendung von TV 21 war die Talkshow Sabine Christiansen, die in der ARD ausgestrahlt wurde. Laut Angaben des Magazins Focus erhält TV 21 pro Sendung 200.000 EUR. Pro Jahr werden etwa 45 Sendungen produziert.